# Voo Bek Air 2100
O voo Bek Air 2100 foi um voo doméstico de passageiros de Almati para Nursultan, Cazaquistão, a bordo de um Fokker 100 que caiu em 27 de dezembro de 2019 ao decolar do Aeroporto Internacional de Almati. Os relatórios iniciais informaram que catorze pessoas foram mortas e 66 ficaram gravemente feridas, com um dos sobreviventes iniciais morrendo mais tarde no hospital, elevando o total de mortes para quinze; no entanto, o número de mortos foi posteriormente revisto e alterado para 12, sem nenhuma explicação. O governo local iniciou investigações e mais relatórios estão pendentes. O número exato de pessoas a bordo não foi imediatamente determinado.

## Aeronave
A aeronave envolvida no acidente foi um Fokker 100 construído em 1996, que voou com a Formosa Airlines, Mandarin Airlines, Contact Air, Ostfriesische Lufttransport, antes de ingressar na frota da Bek Air em 2013 como UP-F1007. A aeronave foi alugada à Kam Air em setembro de 2016 antes de ser devolvida. A aeronave também foi alugada à Safi Airways em fevereiro de 2017, antes de ser devolvida à Bek Air e, finalmente, alugada à Air Djibouti em dezembro de 2018, antes de ser devolvida novamente. A aeronave permaneceu em serviço com a Bek Air até o dia do acidente, que destruiu a aeronave. O certificado de aeronavegabilidade da aeronave havia sido renovado em 22 de maio no início daquele ano.

## Acidente
O voo Bek Air 2100, um Fokker 100, colidiu com um prédio durante a decolagem do Aeroporto Internacional de Almati, no Cazaquistão. O avião decolou da pista 05R e perdeu altura logo após a decolagem. Segundo informações, ele virou à direita e bateu em uma cerca de concreto, antes de atingir um prédio de dois andares em uma área residencial, perto da pista, aproximadamente às 7h22, horário local. A frente da aeronave se separou da fuselagem principal, sofrendo danos significativos, enquanto a cauda se partiu na traseira. Pelo menos 12 pessoas, incluindo o capitão, foram mortas e dezenas ficaram feridas. Os passageiros consistiam de 85 adultos, cinco crianças e três bebês.
Um sobrevivente, o empresário Aslán Nazarliév, que estava a bordo do avião, afirmou ter visto gelo nas asas. Em uma conversa por telefone, ele disse: "Quando decolamos, o avião começou a tremer muito e eu sabia que ia cair ... Todas as pessoas que pisaram na asa caíram, porque havia gelo. Não posso dizer. que [antes de decolar] as asas não foram borrifadas com anticongelante, mas o fato é que havia gelo". A temperatura no momento era de -12 °C. A visibilidade também era reduzida, com neblina espessa perto do local do acidente.

## Rescaldo
O presidente do Cazaquistão, Kassym-Jomart Tokayev, declarou no dia seguinte, 28 de dezembro, um dia nacional de luto e disse que "todos os responsáveis serão severamente punidos de acordo com a lei". As autoridades cazaques suspenderam a autorização de voo da Bek Air após o acidente.